# Auto Esporte Clube (Manaus)
Pour les articles homonymes, voir Auto Esporte Clube.
L'Auto Esporte Clube était un club brésilien de football basé à Manaus dans l'État de l'Amazonas.

## Palmarès
- Championnat de l'Amazonas :
  - Champion : 1956, 1959